# 小衣笠螺
小衣笠螺（学名：Xenophora minuta）是缀壳螺科缀壳螺属的一种。

## 分佈
主要分布于中国大陆近海處，常栖息在潮下带。